# Väsby, Uppsala kommun
Väsby är en bebyggelse söder om Vänge i Vänge socken i Uppsala kommun. Från 2015 till 2023 avgränsade SCB här en småort.